# 乙川町
乙川町（おつかわちょう）は、愛知県半田市の地名。

## 地理
半田市北東部に位置する。南は浜田町、北西は乙川吉野町に接する。

### 学区
- 高等学校 - 尾張学区
- 中学校 - 半田市立乙川中学校[WEB 5]
- 小学校 - 半田市立乙川小学校[WEB 5]

## 歴史

### 人口の変遷
国勢調査による人口および世帯数の推移。
| 1995年（平成7年）  | 140世帯 457人 |  |
| 2000年（平成12年） | 143世帯 436人 |  |
| 2005年（平成17年） | 143世帯 408人 |  |
| 2010年（平成22年） | 231世帯 525人 |  |
| 2015年（平成27年） | 234世帯 502人 |  |
| 2020年（令和2年）  | 224世帯 452人 |  |

### 沿革
- 1889年（明治22年） - 市制町村制下の知多郡乙川町となる[2]。
- 1906年（明治39年） - 亀崎町大字乙川となる[2]。
- 1937年（昭和12年） - 半田市大字乙川となる[2]。
- 1951年（昭和26年）・1957年（昭和32年）・1958年（昭和33年） - 半田市大字乙川の一部が上池町・大高町・横川町・一本木町・大池町・庚申町・長根町・苗代町・平地町・前田町・大松町・新居町・向山町・中午町・浜田町・乙川町・花田町・阿原町・乙川源内林町・乙川畑田町・乙川西ノ宮町・乙川若宮町・乙川太田町・乙川向田町・乙川浜側町・乙川北側町・乙川市場町・乙川薬師町・乙川栄町・乙川新町・乙川一色町・乙川深田町・乙川殿町・乙川稗田町・東生見町・中生見町・西生見町・平地馬場町・兀山町・横松上町・南大矢知町・西大矢知町・北大矢知町・東大矢知町・大伝根町・七本木町・新池町・一ノ草町・飯森町・小神町・上浜町・相賀町・乙川高良町・乙川八幡町・乙川内山町・乙川吉野町・亀崎高根町・高砂町・中億田町・東億田町・西億田町・乙川末広町・川田町・八軒町・古浜町にそれぞれ編入され、消滅[2]。

## 交通
- JR武豊線乙川駅[1]
- 乙川駅前通り[1]
- 愛知県道261号

### WEB
1. ↑  “愛知県半田市の町丁・字一覧”.   人口統計ラボ. 2023年11月25日閲覧。
2. 1 2  総務省統計局 (2022年2月10日). “令和2年国勢調査の調査結果(e-Stat) - 男女別人口，外国人人口及び世帯数－町丁・字等” (CSV). 2023年8月2日閲覧。
3. ↑  “愛知県半田市の郵便番号一覧”.   日本郵便. 2023年11月25日閲覧。
4. ↑  “市外局番の一覧” (PDF).   総務省 (2022年3月1日). 2022年3月22日閲覧。
5. 1 2  “半田市立小中学校　通学区域一覧（町名あいうえお順）” (PDF) (2015年4月1日). 2024年10月13日閲覧。
6. ↑  総務省統計局 (2014年3月28日). “平成7年国勢調査の調査結果(e-Stat) - 男女別人口及び世帯数 －町丁・字等” (CSV). 2021年7月20日閲覧。
7. ↑  総務省統計局 (2014年5月30日). “平成12年国勢調査の調査結果(e-Stat) - 男女別人口及び世帯数 －町丁・字等” (CSV). 2021年7月20日閲覧。
8. ↑  総務省統計局 (2014年6月27日). “平成17年国勢調査の調査結果(e-Stat) - 男女別人口及び世帯数 －町丁・字等” (CSV). 2021年7月21日閲覧。
9. ↑  総務省統計局 (2012年1月20日). “平成22年国勢調査の調査結果(e-Stat) - 男女別人口及び世帯数 －町丁・字等” (CSV). 2021年7月21日閲覧。
10. ↑  総務省統計局 (2017年1月27日). “平成27年国勢調査の調査結果(e-Stat) - 男女別人口及び世帯数 －町丁・字等” (CSV). 2021年7月21日閲覧。

### 書籍
1. 1 2 3 4  「角川日本地名大辞典」編纂委員会 1989, p. 1816.
2. 1 2 3 4  「角川日本地名大辞典」編纂委員会 1989, p. 322.